# Мшвидобадзе, Матрона Михайловна
Матрона Михайловна Мшвидобадзе (1898 год, Гурийский уезд, Кутаисская губерния, Российская империя — неизвестно, Ланчхутский район, Грузинская ССР) — звеньевой колхоза имени Махарадзе Ланчхутского района, Грузинская ССР. Герой Социалистического Труда (1949).

## Биография
Родилась в 1898 году в крестьянской семье в одном из сельских населённых пунктов Ланчхутского уезда. С раннего возраста трудилась в сельском хозяйстве. В послевоенные годы возглавляла чаеводческое звено в колхозе имени Махарадзе Ланчхутского уезда.
В 1948 году звено под её руководством собрало в среднем с каждого гектара по 116,7 центнера винограда на участке площадью 3 гектара. Указом Президиума Верховного Совета СССР от 5 августа 1949 года удостоен звания Героя Социалистического Труда за «получение высоких урожаев винограда в 1948 году» с вручением ордена Ленина и золотой медали «Серп и Молот» (№ 4572).
Этим же указом званием Героя Социалистического Труда была награждена труженица колхоза имени Махарадзе Гогуца Калистратовна Барамидзе.
После выхода на пенсию проживала в Ланчхутском районе. Дата смерти не установлена.
Награды
- Герой Социалистического Труда
- Орден Ленина
- Орден Трудового Красного Знамени (23.07.1951)